# Zilverpand
Het Zilverpand is een winkelcentrum in Brugge. Het is gelegen tussen de winkelstraten Noordzandstraat en Zuidzandstraat, met bijkomende in- en uitgangen langs Zilverstraat en Dweersstraat.
Het Zilverpand is een geheel van panden en binnenplaatsen, waarin voorheen het Sint-Lodewijkscollege gehuisvest was. Na de verhuizing van het college naar Sint-Andries en de sloping van de gebouwen, met uitzondering van enkele gevels, werden in de jaren 1974-1979 op de begane grond winkels ontwikkeld. De overige etages werden sociale appartementen, gebouwd door de Intercommunale maatschappij voor sociale huisvesting 'Interbrugse'.
In 2003-2004 werd het winkelcomplex grondig gerenoveerd. Het oorspronkelijke concept met passages en gangen werd herzien: van de gangen werd extra winkelruimte gemaakt en de binnenpleinen werden heraangelegd als winkel-wandelzones. De winkels (her)openden begin 2004 hun deuren. De leegstand waarmee het winkelcentrum voor de renovatie te kampen had, raakte opgelost en ook een aantal winkels die A-merken in hun assortiment voeren, kwam er zich vestigen.

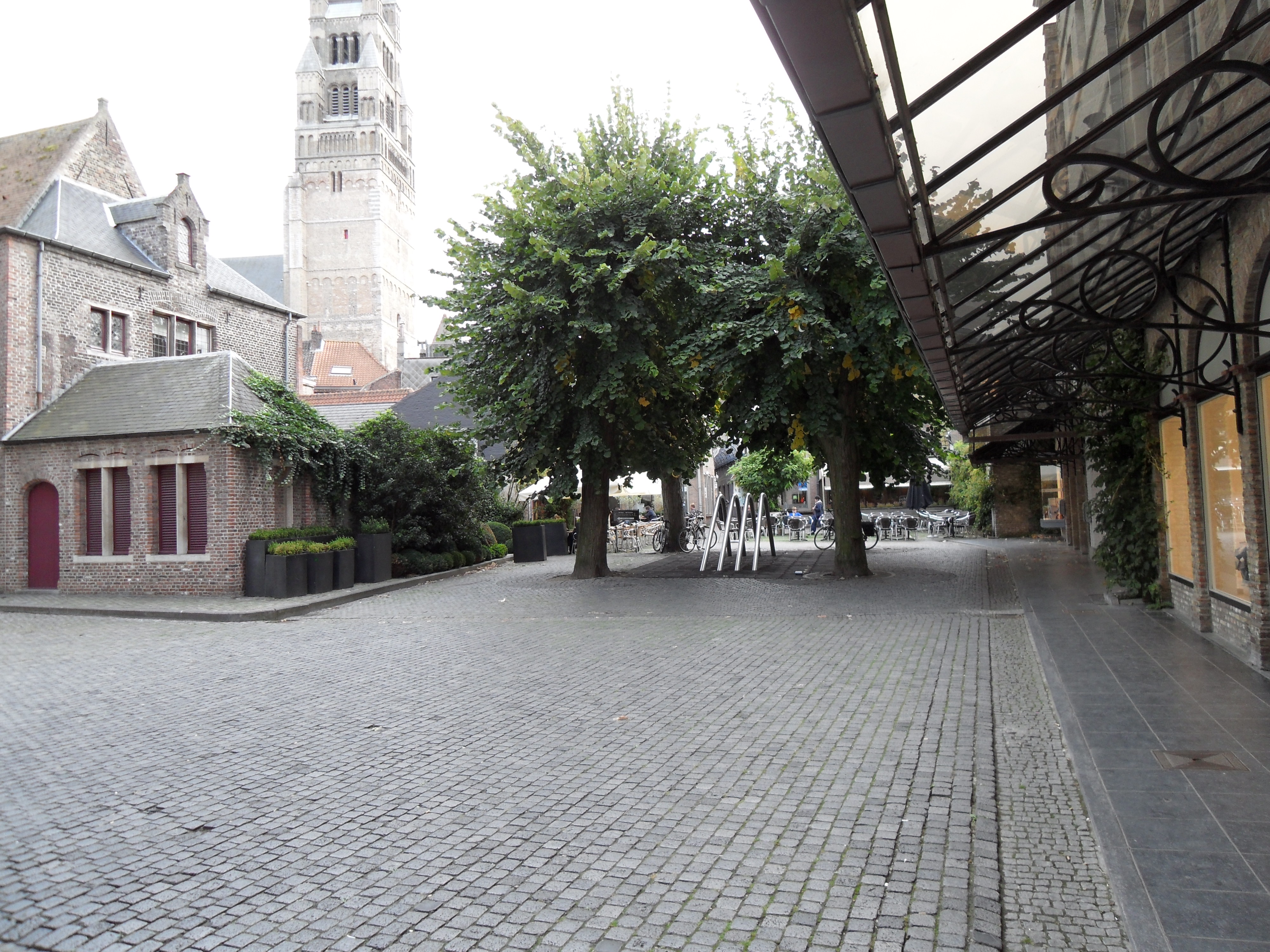
Het Zilverpand, een tweede plein

Kenmerkend voor het complex zijn de karakteristieke monumentale panden. Uitbundige gevelreclame wordt geweerd. Naast winkels zijn er ook horecagelegenheden met terrasjes.
Onder het Zilverpand ligt een parkeergarage voor kortparkeerders met ruim 400 plaatsen.